# Fujiwara
En aquest nom japonès, el cognom és Fujiwara.
Fujiwara (filla de Fujiwara no Nagatsune) és una escriptora japonesa de la qual no es coneix el nom ni la biografia, només que és filla d'un ministre de Makatsukasa no tayu (sotssecretari del Ministeri de la casa Reial), de nom Fujiwara no Nagatsune. Es pot intuir que va passar situacions difícils, ja que escriu sobre la mutabilitat de la vida. Els seus diaris parlen de l'ambient de la cort i els seus costums. Segueix un estil més modern que l'era Heian (794-1186), a més a més de la influència budista. Va estar a la cort dels emperadors Kemeyama (1260-1274), Go Uda (1275-1287) i Fushimi (1288-1298). La seva obra més coneguda és Nakatsukasa no naishi nikki (Diari de la dama de la cort Nakatsukasa). En aquest llibre, parla del període de la cort de Fushimi des de 1275 fins a 1292, com a príncep hereu i en el seu regnat, en què va ser la secretaria dels dos emperadors, anomenada naishi. Una malaltia greu va fer que es retirés del seu servei.